# A Infância de Jesus
A Infância de Jesus (The Childhood of Jesus) é um romance de 2013 do escritor J. M. Coetzee que nasceu na África do Sul e que recebeu o Prémio Nobel da Literatura em 2003. A obra foi publicada em 7 de Março de 2013 pelo editor Jonathan Cape.

## Resumo

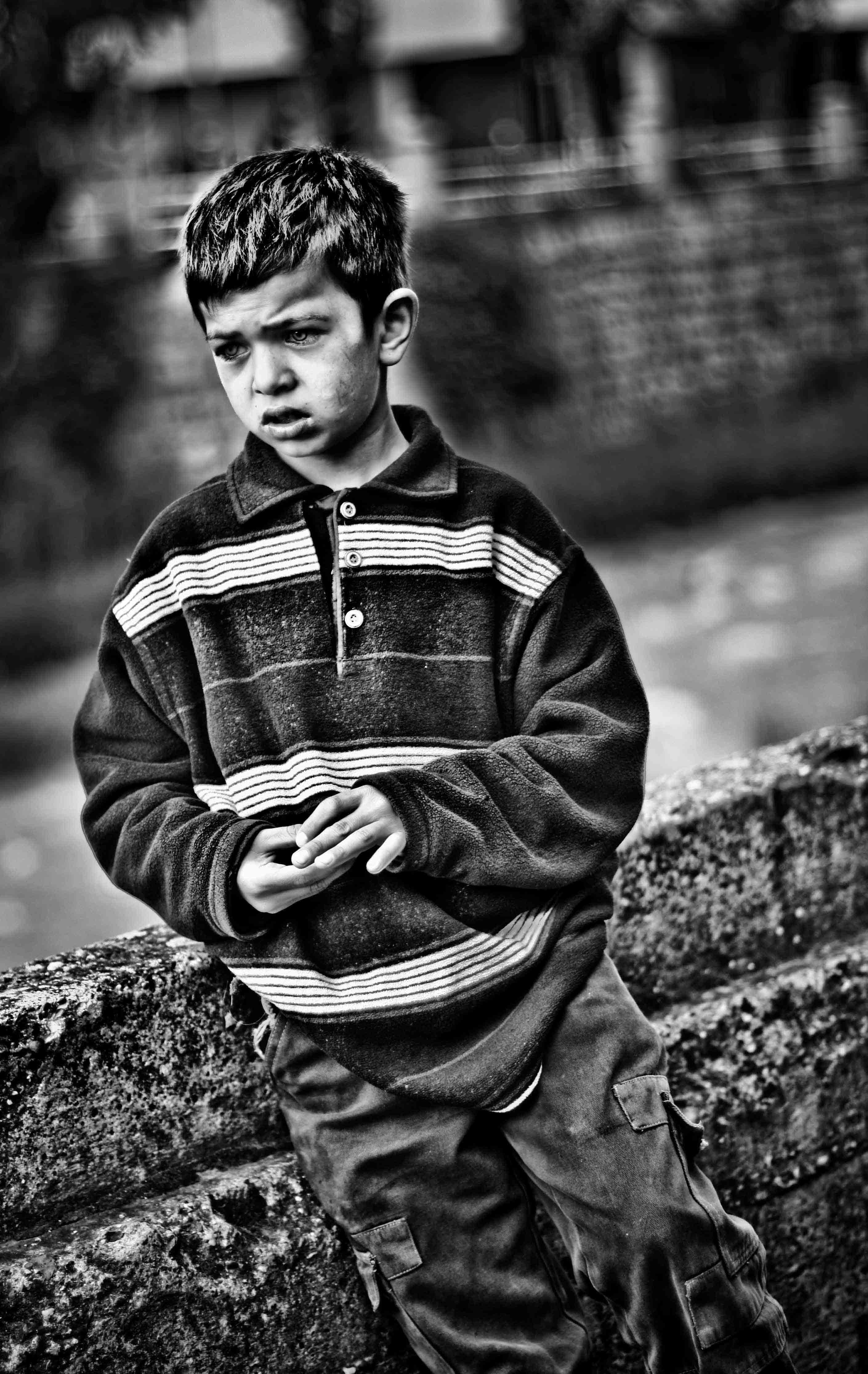
Criança sem abrigo

O livro conta a história de um homem e de um menino que emigram para um novo país. Uma vez chegados, recebem novos nomes e a estimativa grosseira da sua idade e começam a aprender espanhol no esforço de se adaptar ao seu novo ambiente. Simon, o mais velho, começa a trabalhar como estivador num porto marítimo na descarga de cereais e lentamente faz amizade com os seus colegas de trabalho. Ao mesmo tempo, Simon procura localizar a mãe do David, o qual não se lembra dela, no pressuposto que este a reconhecerá quando a encontrar. Num passeio, David fixa-se a uma mulher que acredita ser sua mãe, levando Simon com sucesso a convencê-la a assumir esse papel. No entanto, quando ela começa a cuidar de David, devido à irrequietude deste na escola, as autoridades insistem para que ele seja enviado para uma escola especial distante. Recusando a entrega do menino, Simon e a mulher fogem com ele na esperança de escapar aos perseguidores e manter a custódia de David.

## Recepção
A recepção inicial do livro foi positiva, tendo Tim Adams do The Observer afirmado que seria "um contendor temporão para um terceiro prémio Booker, o que não teria precedentes". The Australian também elogiou The Childhood of Jesus, afirmando que era uma "obra prima".
Theo Tait, escrevendo em The Guardian, disse que A Infância de Jesus era "ricamente enigmático, com flashes regulares da inteligência penetrante de Coetzee" e comparou o livro ao restante do que ele chamou de "admirável mas proibitivo cânone" de Coetzee. Tait escreveu ainda que "pessoalmente, eu colocaria A Infância de Jesus algo atrás das suas parceiras obras-primas, como A Vida & Tempo de Michael K, À espera dos Bárbaros e Desgraça e também atrás da maravilhosa trilogia autobiográfica que terminou com Summertime". No entanto, escreveu Tait, A Infância de Jesus "provavelmente pertence ao conjunto estranho mas interessante, que inclui Foe, história ao estilo de Crusoe, e Elizabeth Costello.
Após a sua publicação nos EUA, David Ulin, o crítico do Los Angeles Times, disse que a obra "acaba por sucumbir ao vazio que descreve. Em parte, tem a ver com a sua qualidade sinuosa; numa terra sem história, mesmo aqueles que procuram não esquecer devem perder de vista o passado. Mas ainda mais, a questão é a distância na escrita de Coetzee, a sensação de que os seus personagens não são vivos de carne-e-osso mas antes a encarnação de alguma ideia. Quando os seus romances funcionam (como em A Vida & Tempo de Michael K ou no magnífico À espera dos Bárbaros), as ideias de Coetzee são suficientemente grandes para nos prender, para nos dar uma nova perspectiva sobre o mundo. Com A Infância de Jesus, no entanto, a alegoria nunca vai além de si própria, além da imagem de um pequeno grupo de aventureiros, à deriva num universo desconhecido, "procurando um lugar para ficar".

## Nota
- Este artigo foi inicialmente traduzido, total ou parcialmente, do artigo da Wikipédia em inglês cujo título é «The Childhood of Jesus».